# کاملا پرساد-بیسسار
کاملاً پرساد-بیسسار (انگلیسی: Kamla Persad-Bissessar؛ زادهٔ ۲۲ آوریل ۱۹۵۲) سیاست‌مدار اهل ترینیداد و توباگو است. وی از ۲۶ مه ۲۰۱۰ تا ۹ سپتامبر ۲۰۱۵ نخست‌وزیر این کشور بود.
کاملاً پرساد-بیسسار اولین زنی بود که در تاریخ ترینیداد و توباگو به مقام نخست‌وزیری این کشور رسید. the first woman to chair the Commonwealth of Nations